# ذخیره سازی سه بعدی داده
ذخیره‌سازی سه بعدی داده  یک فناوری پتانسیل در زمینه ذخیره داده‌هایی با ظرفیت بالا است. در حالی که دستگاه‌های ذخیره سازی داده‌های مغناطیسی و نوری بر روی تغییرات مغناطیسی یا نوری متمایز که در سطح رسانه ضبطی ذخیره شده اعتماد می‌کنند، ذخیره سازی داده به‌صورت سه‌بعدی اطلاعات را در سراسر حجم رسانه ذخیره می‌کند و قادر به ضبط  تصاویر متعدد در همان منطقه با استفاده از نور در زوایای مختلف است. علاوه بر این، در حالی که ذخیره‌سازی داده‌های مغناطیسی و نوری اطلاعات را به صورت بیت به بیت به صورت خطی ضبط می‌کند، ذخیره سازی سه‌بعدی قادر است تا میلیون ها بیت را به صورت موازی ضبط کرده و بخواند که این امکان را می‌دهد که انتقال داده با سرعت بالاتر از آنچه توسط ذخیره سازی نوری سنتی حاصل می شود، فراهم شود.

## ثبت داده ها
ذخیره‌سازی اطلاعات سه بعدی شامل اطلاعات با استفاده از یک الگوی دخیلی نوری در داخل یک ماده نوری ضخیم و حساس به نور است. نور از یک پرتو لیزر به دو یا چند الگوی نوری جداگانه از پیکسل‌های تاریک و روشن تقسیم می‌شود. با تنظیم زاویه پرتو مرجع، طول موج یا موقعیت رسانه، تعداد زیادی از هولوگرام‌ها (به طور نظری، چند هزار) می‌توانند در یک حجم تک ذخیره شوند.

## خواندن داده ها
داده های ذخیره شده از طریق بازفرآوری همان پرتو مرجع مورد استفاده برای ایجاد هولوگرام خوانده می شود. تمرکز نور پرتو مرجع بر روی مواد حساس به نور می باشد، الگوی تداخل مناسب را روشن می کند، نور بر روی الگوی تداخل دچار شکست می شود و الگو را روی یک آشکارساز پخش می کند. این آشکارساز قادر است داده ها را به صورت موازی، بیش از یک میلیون بیت به طور همزمان بخواند و در نتیجه سرعت انتقال داده سریع باشد. فایل های موجود در درایو هولوگرافیک در کمتر از 0.2 ثانیه قابل دسترسی هستند.

## طول عمر
ذخیره سازی داده های هولوگرافیک می تواند روشی برای حفظ و بایگانی اطلاعات به شرکت ها ارائه دهد. رویکرد نوشتن یک بار، خواندن بسیاری ( WORM ) برای ذخیره سازی داده ها، امنیت محتوا را تضمین می کند و از بازنویسی یا تغییر اطلاعات جلوگیری می کند. تولید کنندگان  بر این باورند که این فناوری می‌تواند ذخیره‌سازی امنی برای محتوا بدون تخریب برای بیش از 50 سال فراهم کند که بسیار بیشتر از گزینه‌های ذخیره‌سازی داده‌های فعلی است. . نقطه مقابل این ادعا این است که تکامل فناوری داده خوان - در چند دهه گذشته - هر ده سال یکبار تغییر کرده است. اگر این روند ادامه پیدا کند، بنابراین می‌توان نتیجه گرفت که ذخیره داده‌ها برای 50 تا 100 سال در یک قالب بی‌اهمیت است، زیرا تنها پس از ده سال، داده‌ها را به قالب جدیدی منتقل می‌کنید. با این حال، ادعای طول عمر ذخیره سازی، در گذشته به عنوان یک شاخص کلیدی برای قابلیت اطمینان کوتاه مدت رسانه ذخیره سازی ثابت شده است. فرمت‌های نوری کنونی - مانند سی‌دی - تا حد زیادی به ادعاهای اصلی برای طول عمر (جایی که از رسانه‌های معتبر استفاده می‌شود) عمل کرده‌اند و ثابت کرده‌اند که حامل‌های داده کوتاه‌مدت‌تر از فلاپی دیسک و رسانه‌های DAT هستند که جابجا شده‌اند.

## اصطلاحات استفاده شده
حساسیت به میزان مدولاسیون ضریب شکست تولید شده در واحد نوردهی اشاره دارد. بازده پراش متناسب با مجذور مدولاسیون شاخص ضربدر ضخامت موثر است.
محدوده دینامیکی تعیین می کند که چه تعداد هولوگرام ممکن است در یک داده حجمی مالتی پلکس شوند.
تعدیل‌کننده‌های نور فضایی (SLM) دستگاه‌های ورودی پیکسلی (پانل‌های کریستال مایع) هستند که برای چاپ داده‌هایی که قرار است روی پرتو جسم ذخیره شوند استفاده می‌شوند.
محدوده دینامیکی تعیین می کند که چه تعداد هولوگرام ممکن است در یک داده حجمی مالتی پلکس شوند.

## جنبه های تکنیکی
مانند سایر رسانه ها، رسانه های هولوگرافیک به یک بار نوشتن (که در آن محیط ذخیره سازی دچار تغییرات غیرقابل برگشتی می شود) و رسانه های قابل بازنویسی (جایی که تغییر قابل برگشت است) تقسیم می شود. ذخیره هولوگرافی قابل بازنویسی را می توان از طریق اثر انکساری نوری در کریستال ها به دست آورد:

- نور منسجم متقابل از دو منبع یک الگوی تداخلی در رسانه ایجاد می کند. این دو منبع را پرتو مرجع و پرتو سیگنال می نامند.
- در جاهایی که تداخل سازنده وجود دارد، نور روشن است و الکترون ها را می توان از نوار ظرفیت به نوار رسانایی ماده ارتقا داد (زیرا نور به الکترون ها انرژی داده است تا از شکاف انرژی بپرند). جاهای خالی با بار مثبت که از خود باقی می گذارند سوراخ نامیده می شوند و باید در مواد هولوگرافیک قابل بازنویسی بی حرکت باشند. در جاهایی که تداخل مخرب وجود دارد، نور کمتری وجود دارد و تعداد کمی الکترون ارتقا می یابد.
- الکترون ها در نوار رسانایی آزادانه در مواد حرکت می کنند. آنها دو نیروی متضاد را تجربه خواهند کرد که نحوه حرکت آنها را تعیین می کند. اولین نیرو، نیروی کولن بین الکترون ها و حفره های مثبتی است که از آنها بیرون آمده اند. این نیرو الکترون ها را تشویق می کند که در جای خود باقی بمانند یا به جایی که از آن آمده اند برگردند. دوم، شبه نیروی انتشار است که آنها را تشویق می کند تا به مناطقی که الکترون ها چگالی کمتری دارند، حرکت کنند. اگر نیروهای کولن خیلی قوی نباشند، الکترون ها به سمت نواحی تاریک حرکت می کنند.
- با شروع بلافاصله پس از ارتقاء، این احتمال وجود دارد که یک الکترون معین با یک حفره دوباره ترکیب شود و به نوار ظرفیت بازگردد. هرچه سرعت بازترکیب بیشتر باشد، تعداد الکترون هایی که شانس حرکت به سمت نواحی تاریک را خواهند داشت، کمتر می شود. این نرخ بر قدرت هولوگرام تأثیر می گذارد.
- پس از اینکه برخی از الکترون‌ها به نواحی تاریک حرکت کردند و با حفره‌هایی در آنجا ترکیب شدند، یک میدان بار فضایی دائمی بین الکترون‌هایی که به نقاط تاریک حرکت کرده‌اند و حفره‌های نقاط روشن وجود دارد. این منجر به تغییر در ضریب شکست به دلیل اثر الکترواپتیک می شود.

وقتی قرار است اطلاعات از هولوگرام بازیابی یا خوانده شود، فقط پرتو مرجع ضروری است. پرتو دقیقاً به همان روشی که هولوگرام نوشته شده بود به داخل ماده فرستاده می شود. در نتیجه تغییرات شاخص در مواد ایجاد شده در هنگام نوشتن، پرتو به دو قسمت تقسیم می شود. یکی از این قسمت ها پرتو سیگنال را که در آن اطلاعات ذخیره می شود، بازسازی می کند. چیزی مانند دوربین CCD می تواند برای تبدیل این اطلاعات به فرم قابل استفاده تر استفاده شود.
هولوگرام ها از نظر تئوری می توانند یک بیت در هر بلوک مکعبی به اندازه طول موج نور را در نوشته ذخیره کنند. به عنوان مثال، نور لیزر هلیوم-نئون ، نور قرمز با طول موج 632.8 نانومتر است. با استفاده از نور با این طول موج، ذخیره سازی هولوگرافیک عالی می تواند 500 مگابایت در هر میلی متر مکعب را ذخیره کند. در انتهای طیف لیزر، لیزر اکسایمر فلوئور در 157 نانومتر می‌تواند 30 گیگابایت بر میلی‌متر مکعب را ذخیره کند. در عمل، چگالی داده ها به حداقل چهار دلیل بسیار کمتر خواهد بود:
- نیاز به افزودن تصحیح خطا
- نیاز به تطبیق عیوب یا محدودیت ها در سیستم نوری
- بازده اقتصادی (تراکم های بالاتر ممکن است هزینه های نامتناسب بیشتری برای دستیابی به آن داشته باشد)
- محدودیت‌های تکنیک طراحی - مشکلی که در حال حاضر در هارد دیسک‌های مغناطیسی با آن مواجه است که در آن پیکربندی دامنه مغناطیسی مانع از ساخت دیسک‌هایی می‌شود که به طور کامل از محدودیت‌های نظری فناوری استفاده می‌کنند.
- با وجود این محدودیت‌ها، می‌توان ظرفیت ذخیره‌سازی را با استفاده از تکنیک‌های پردازش سیگنال تمام نوری بهینه کرد.[۱]
- برخلاف فناوری‌های ذخیره‌سازی فعلی که یک بیت داده را در یک زمان ضبط و می‌خوانند، حافظه هولوگرافیک داده‌ها را به صورت موازی در یک فلاش نور می‌نویسد و می‌خواند.[۲]

## ضبط دو رنگ

برای ضبط هولوگرافی تنظیم کنید

برای ضبط هولوگرافی دو رنگ، پرتو مرجع و سیگنال به یک طول موج خاص (سبز، قرمز یا IR) ثابت می‌شود و پرتو حساس‌کننده/ دروازه‌ای یک طول موج مجزا و کوتاه‌تر (آبی یا UV) است. پرتو حساس کننده/دروازه ای برای حساس کردن مواد قبل و در طول فرآیند ضبط استفاده می شود، در حالی که اطلاعات از طریق پرتوهای مرجع و سیگنال در کریستال ثبت می شود. در طول فرآیند ضبط برای اندازه گیری شدت پرتو پراش شده، به طور متناوب به کریستال می تابد. بازخوانی تنها با روشنایی با پرتو مرجع به دست می آید. از این رو پرتو بازخوانی با طول موج بلندتر نمی‌تواند الکترون‌های نوترکیب را از مراکز تله عمیق در طول بازخوانی برانگیزد، زیرا برای پاک کردن آنها به نور حساس‌کننده با طول موج کوتاه‌تر نیاز دارند.
معمولاً برای ضبط هولوگرافی دو رنگ، دو ماده ناخالص مختلف برای ارتقای مراکز تله مورد نیاز است که متعلق به فلزات واسطه و عناصر کمیاب هستند و به طول موج‌های خاصی حساس هستند. با استفاده از دو ماده ناخالص، مراکز تله بیشتری در کریستال نیوبات لیتیوم ایجاد می شود. یعنی یک تله کم عمق و عمیق ایجاد می شود. مفهوم اکنون استفاده از نور حساس کننده برای تحریک الکترون ها از تله عمیق دورتر از نوار ظرفیت به نوار رسانایی و سپس ترکیب مجدد در تله های کم عمق نزدیک به نوار رسانایی است. سپس از پرتو مرجع و سیگنال برای برانگیختن الکترون ها از تله های کم عمق به تله های عمیق استفاده می شود. بنابراین اطلاعات در تله های عمیق ذخیره می شود. خواندن با پرتو مرجع انجام می شود زیرا الکترون ها دیگر نمی توانند توسط پرتوهای با طول موج بلند از تله های عمیق خارج شوند.

## اثر بازپخت
برای یک کریستال لیتیوم نیوبات دوپه شده ( LiNbO3 ) یک حالت اکسیداسیون/کاهش بهینه برای عملکرد مطلوب وجود دارد. این بهینه به سطوح دوپینگ تله های کم عمق و عمیق و همچنین شرایط بازپخت برای نمونه های کریستالی بستگی دارد. این حالت بهینه معمولاً زمانی اتفاق می‌افتد که 95 تا 98 درصد از تله‌های عمیق پر شوند. در یک نمونه به شدت اکسید شده هولوگرام ها را نمی توان به راحتی ثبت کرد و بازده پراش بسیار پایین است. این به این دلیل است که تله کم عمق کاملاً خالی است و تله عمیق نیز تقریباً فاقد الکترون است. از طرف دیگر، در یک نمونه بسیار کاهش یافته، تله های عمیق به طور کامل پر می شوند و تله های کم عمق نیز تا حدی پر می شوند. این باعث حساسیت بسیار خوب (ضبط سریع) و راندمان پراش بالا به دلیل در دسترس بودن الکترون در تله های کم عمق می شود. با این حال، در طول بازخوانی، تمام تله‌های عمیق به سرعت پر می‌شوند و هولوگرام‌های حاصل در تله‌های کم عمق قرار می‌گیرند که در آنجا با بازخوانی بیشتر کاملاً پاک می‌شوند. بنابراین پس از بازخوانی گسترده، بازده پراش به صفر می رسد و هولوگرام ذخیره شده نمی تواند ثابت شود.

## توسعه و بازاریابی
InPhase که از کار پیشگام در زمینه هولوگرافی در رسانه های انکساری نوری و ذخیره سازی داده های هولوگرافیک جرارد A. Alphonse توسعه یافته بود، نمایش عمومی یک نمونه اولیه دستگاه ذخیره سازی تجاری را در کنوانسیون انجمن ملی پخش کنندگان 2005 (NAB) در لاس وگاس، در شرکت Maxell انجام داد. غرفه آمریکا سه شرکت اصلی درگیر در توسعه حافظه هولوگرافیک، تا سال 2002، InPhase و Polaroid spinoff Aprilis در ایالات متحده و Optware در ژاپن بودند. اگرچه حافظه هولوگرافیک از دهه 1960 مورد بحث قرار گرفته است،  و حداقل از سال 2001 برای کاربردهای تجاری کوتاه مدت تبلیغ شده است، هنوز منتقدان را متقاعد نکرده است که می تواند بازاری مناسب پیدا کند.از سال 2002، هدف محصولات هولوگرافیک برنامه‌ریزی‌شده رقابت رودررو با هارد دیسک‌ها نبود، بلکه هدف آن یافتن جایگاهی در بازار بر اساس فضایل مانند سرعت دسترسی بود. InPhase Technologies، پس از چندین اعلامیه و تاخیرهای بعدی در سال های 2006 و 2007، اعلام کرد که به زودی یک محصول پرچمدار را معرفی خواهد کرد. InPhase در فوریه 2010 از کار افتاد و دارایی های آن توسط ایالت کلرادو برای مالیات معوقه توقیف شد. طبق گزارش ها، شرکت ۱۰۰ میلیون دلار هزینه کرده بود، اما سرمایه گذار اصلی نتوانست سرمایه بیشتری جذب کند.دارایی ها و دانش InPhase توسط اپل خریداری شده است که تصور می شود از آن برای واقعیت افزوده استفاده کند.
در آوریل 2009، GE Global Research مواد ذخیره‌سازی هولوگرافیک خود را نشان داد که می‌توانست دیسک‌هایی را که از مکانیسم‌های خواندن مشابه آنچه در پخش‌کننده‌های دیسک Blu-ray استفاده می‌کنند، استفاده کند.
نینتندو در سال 2008 یک قرارداد تحقیقاتی مشترک با InPhase برای ذخیره سازی هولوگرافیک ثبت کرد. نینتندو همچنین در حق اختراع به عنوان یک متقاضی مشترک ذکر شده است: "... در اینجا افشا می شود که اختراع ادعا شده بر اساس توافقنامه تحقیقاتی مشترک همانطور که در 35 USC 103 (c) (3) تعریف شده است، که در مورد یا قبل از تاریخ ساخت اختراع مورد ادعا، و در نتیجه فعالیت‌هایی که در چارچوب موافقتنامه تحقیقاتی مشترک، توسط یا از طرف شرکت نینتندو، و InPhase Technologies، Inc. انجام شده است.

## در داستان
در جنگ ستارگان ، جدی ها از هولوکرون ها و کریستال های هولوگرافیک برای ذخیره داده های تاریخچه خود استفاده می کنند.در سال 2010: سالی که تماس می‌گیریم ، باید از کرم نواری برای پاک کردن حافظه هولوگرافیک HAL استفاده شود، زیرا «پاک‌های زمانی کار نمی‌کنند». در Robot and Frank ، Robot دارای یک حافظه سه بعدی است که می توان آن را تا نیمه پاک کرد، اما وضوح آن نصف خواهد بود.

## همچنین ببینید
- کارت همه کاره هولوگرافی
- دیسک همه کاره هولوگرافی
- حافظه انجمنی هولوگرافیک
- ذخیره سازی داده های نوری سه بعدی
- ذخیره سازی داده های نوری 5 بعدی
- فهرست فناوری های نوظهور
- هولوگرافی
- سیستم ذخیره سازی اطلاعات هولوگرافیک

1. ↑  N. C. Pégard and J. W. Fleischer, "Optimizing holographic data storage using a fractional Fourier transform", Opt. Lett. 36, 2551–2553 (2011)
2. ↑  "Maxell USA". 28 September 2007. Archived from the original on 28 September 2007. Retrieved 8 April 2018.